# Severin Renoldner
Severin Renoldner (* 9. November 1959 in Linz) ist ein österreichischer Theologe und ehemaliger Politiker (Grüne). Renoldner war von 1991 bis 1996 Abgeordneter zum Österreichischen Nationalrat und ist Bereichsleiter für Erwachsenenbildung sowie Leiter des Sozialreferates im Pastoralamt der Diözese Linz.

## Leben
Renoldner besuchte nach der Volksschule das Akademische Gymnasium Linz und legte dort 1978 die Matura ab. Renoldner studierte Theologie und Philosophie an der Universität Innsbruck und promovierte 1988 zum Dr. theol. und 1999 zum Dr. phil.
Renoldner war von 1984 bis 1991 Universitätsassistent am Institut für Moraltheologie und Gesellschaftslehre an der Theologischen Fakultät der Universität Innsbruck und dort Mitglied des Fakultätskollegiums und des Akademischen Senates. Er engagierte sich ab 1996 im Bereich Erwachsenenbildung der Diözese Linz und ist Leiter des Sozialreferates und der Abteilung Gerechtigkeit – Friede – Schöpfung im Pastoralamt. Er war bzw. ist zudem als Lehrbeauftragter an der Universität Innsbruck, der Katholisch-Theologischen Privatuniversität Linz, der Johannes Kepler Universität Linz sowie der Pädagogischen Hochschule der Diözese Linz tätig. Renoldner war Vizepräsident der österreichischen Sektion von Pax Christi International sowie Mitglied der österreichischen Kommission Iustitia et Pax. Des Weiteren war Renoldner Mitglied der Europakommission der österreichischen Bischofskonferenz und Europabeauftragter der Diözese Linz.
Renoldner war Mitbegründer der Grün-Alternativen 1982 und vertrat die Grünen vom 9. Dezember 1991 bis zum 14. Jänner 1996 im Nationalrat.
Weiters ist er Mitglied der Sozialkommission der europäischen katholischen Bischöfe („Comece“, Brüssel).

## Publikationen (Auswahl)
- Widerstand aus Liebe: Mahatma Gandhi, die Gewaltfreiheit und die neuen sozialen Bewegungen, Publik-Forum-Verlag, Oberursel 1990, ISBN 3-88095-040-7.
- Demokratie braucht Widerstand: zur Notwendigkeit gewaltloser außerparlamentarischer Opposition, Edition Sandkorn, Linz 1991, ISBN 3-901100-09-1.
- mit Herwig Büchele, Erich Kitzmüller: Gewalteskalation oder neues Teilen, Thaur 1996, ISBN 3-85400-025-1.
- mit Erna Putz: Franz Jägerstätter – Christ und Märtyrer: mit handschriftlichen Originalzitaten aus seinen Briefen und Aufzeichnungen, Diözese Linz 2007, ISBN 978-3-9501682-4-2.
- Europa – unser Staat? Glaube, Moral und Politik der Europaidee., Verlagsatelier Wagner, Diözese Linz 2000, ISBN 3-9500891-3-6.